# Phrurolithus alatus
Phrurolithus alatus là một loài nhện trong họ Phrurolithidae.
Loài này thuộc chi Phrurolithus. Phrurolithus alatus được miêu tả năm 1935 bởi Wilton Ivie & Barrows.